# Husa běločelá
Husa běločelá (Anser albifrons) je druh husy z řádu vrubozobých. Na území České republiky se s ní setkáváme zejména v zimním období, kdy zde protahuje a zimuje.

## Taxonomie
Rozlišuje se několik poddruhů; nejvýznamnější jsou:
- husa běločelá eurosibiřská (Anser albifrons albifrons) – oblast euroasijské tundry, na východě přibližně ohraničená řekou Kolymou
- husa běločelá aljašská (Anser albifrons elgasi) – aljašská tajga
- husa běločelá grónská (Anser albifrons flavirostris) – pobřežní oblasti západního Grónska; někdy uváděn jako samostatný druh[2]
- husa běločelá pacifická (Anser albifrons frontalis) – dálný severovýchod Eurasie až sever Kanady
- husa běločelá nearktická (Anser albifrons gambelli) – povodí řeky Mackenzie
- Anser albifrons sponsa[3]

## Popis
- Délka těla: 64–78 cm
- Rozpětí křídel: 130–160 cm
- Hmotnost: 1,7–3,54 kg[3]

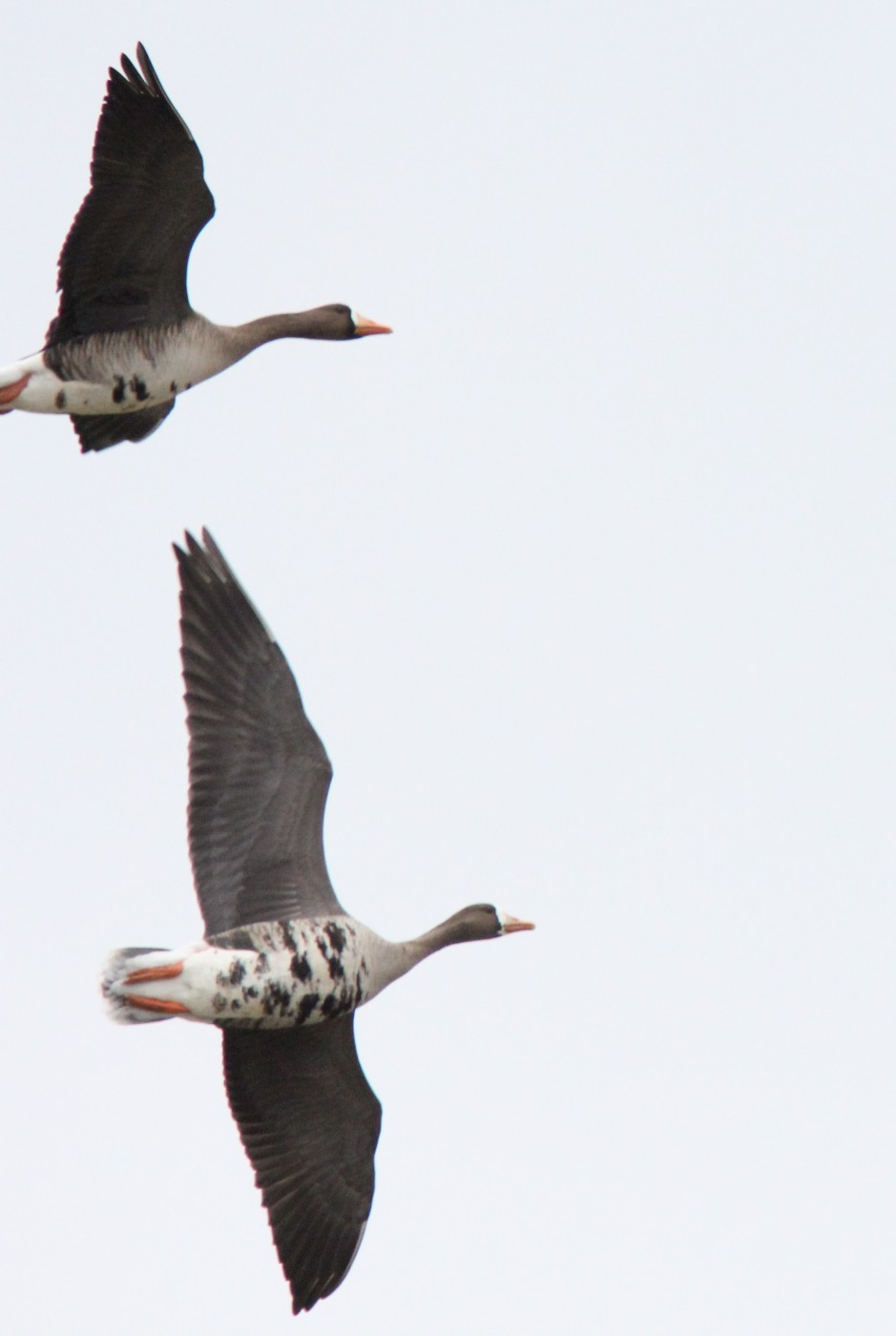
Skvrny na břiše jsou dobře patrné v letu

Jedná se o středně velkou husu s kompaktním tělem a poměrně krátkým krkem. Zbarvením těla se může podobat huse velké či huse polní, ale nápadně se od nich liší bílým čelem a lemem kolem zobáku; výrazným znakem jsou také příčné černé skvrny na světlejším břiše. Nohy jsou oranžově červené. Mladí ptáci nemají bílý lem kolem zobáku (vytváří se během první zimy) a skvrnité břicho; zobák mají růžový s tmavým nehtem na konci. V této fázi jsou velmi podobní huse polní, odlišují se především tmavším peřím u kořene zobáku.

Poddruh flavirostris může dorůstat větší velikosti, peří je tmavší, krk o něco delší a zobák spíše oranžový s růžovou špičkou.

Nejpodobnější huse běločelé je husa malá. Kromě velikosti (jak jméno napovídá, husa malá je menší) je hlavním určovacím znakem žlutý kroužek kolem oka, který husa běločelá nemá. Čelní bílá skvrna navíc u husy malé zasahuje dále na temeno hlavy.

### Hlas
Ve srovnání s husou polní nebo husou velkou je volání položeno do vyšších tónů.

## Rozšíření
Severoamerické poddruhy (ssp. elgasi, gambelli a sponsa) hnízdí na severu Kanady a zimují v USA. Poddruh flavirostris hnízdí v Grónsku a zimuje v Irsku a Skotsku. Největší populace nominátního poddruhu albifrons hnízdí v širokém pásu nejsevernější ruské tundry a zimuje částečně v Evropě, částečně v Asii.

## Bionomie

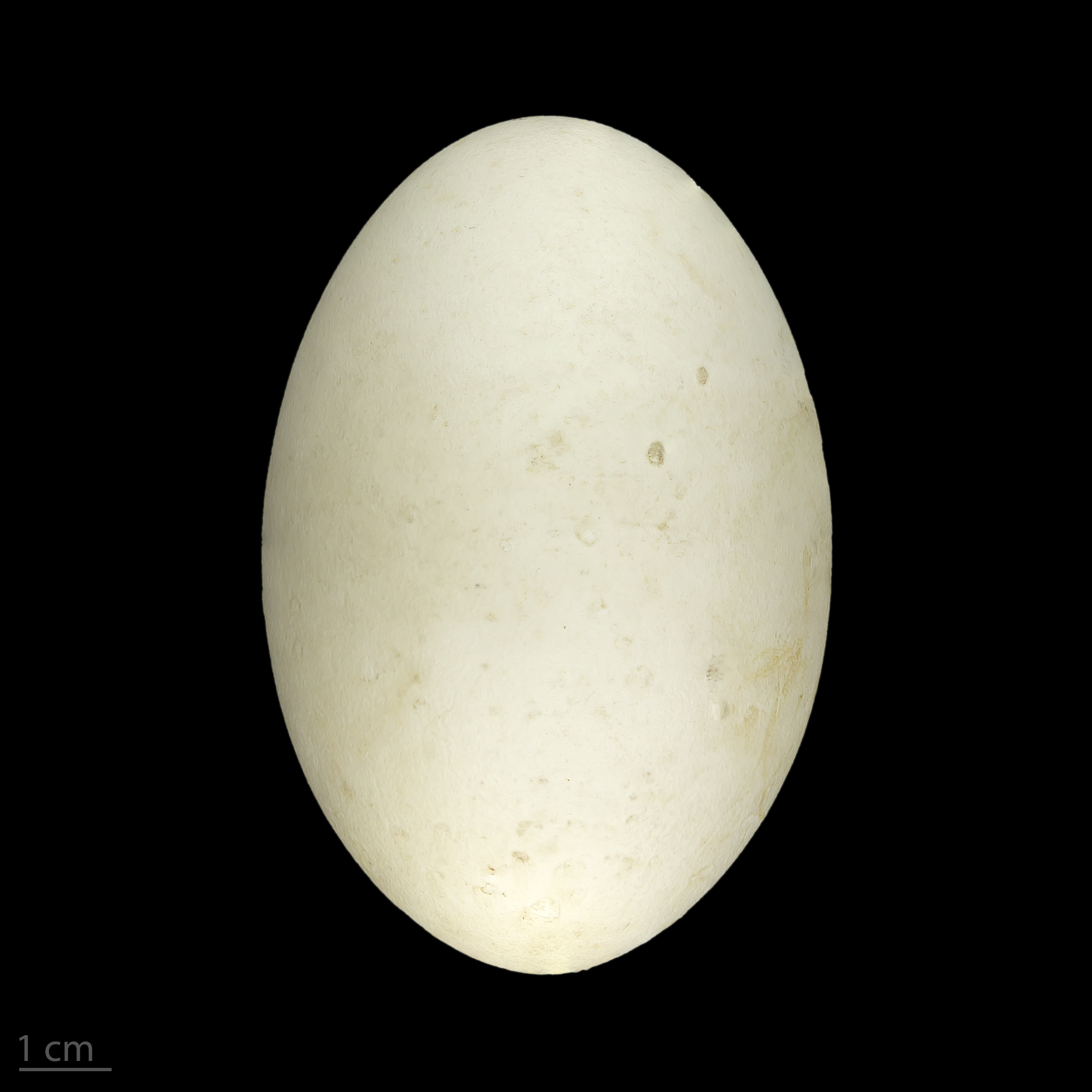
Vejce husy běločelé

Na hnízdiště přilétají husy v dubnu, odlétají v říjnu až prosinci. Samice snáší 5–6 vajec žlutobílé barvy, na kterých sedí sama přibližně 30 dní. Nekrmivá mláďata následně vodí po dobu cca 2 měsíců. Husa běločelá je býložravec, živí se zejména trávami.

## Hospodářský význam
Z hlediska české myslivosti představuje husa běločelá lovnou zvěř. Je možno ji lovit v období od 16. srpna do 15. ledna.